# AMR 35
O AMR 35 ou Automitrailleuse de Reconnaissance 35 foi um tanque de combate leve de construção francesa, criado durante o período entre-guerras e utilizado até 1940 no serviço ativo na França e posterior a queda da França em 1940 pelos alemães em funções de combate de partisans. A resistência checa usou 3 veículos capturados dos alemães durante o Levante de Praga em 1945. A República da China operou 12 veículos a partir de 1938 contra o Japão durante a Segunda Guerra Sino-Japonesa e a província autônoma chinesa de Yunnan operou mais 8 veículos a partir de 1940. Não se tem informações se algum modelo operado pela China e Yunnan sobreviveram a guerra.

## Referência
- «AMR 35 no World War II vehicles.com» (em inglês). wwiivehicles.com. Consultado em 1 de julho de 2014
- Wikipédia anglófona - AMR 35